# Golden Arms Redemption
Golden Arms Redemption – debiutancki album amerykańskiego rapera U-Goda członka Wu-Tang Clanu, wydany 5 października 1999 roku nakładem wytwórni Wu-Tang Records.

## Lista utworów
Opracowano na podstawie źródła.
| #  | Tytuł                   | Czas | Producent        | Gościnnie                                   |
| -- | ----------------------- | ---- | ---------------- | ------------------------------------------- |
| 1  | "Enter U-God"           | 1:48 | RZA              |                                             |
| 2  | "Turbulence"            | 3:09 | True Master      |                                             |
| 3  | "Glide"                 | 6:11 | Inspectah Deck   | - Leatha Face                               |
| 4  | "Dat's Gangsta"         | 4:23 | True Master      |                                             |
| 5  | "Soul Dazzle"           | 3:53 | Homocide         |                                             |
| 6  | "Bizarre"               | 4:30 | Bink             |                                             |
| 7  | "Rumble"                | 4:33 | True Master      | - Leatha Face - Inspectah Deck - Method Man |
| 8  | "Pleasure or Pain"      | 4:26 | Hak Da Navigator | - Hell Razah                                |
| 9  | "Stay in Your Lane"     | 4:03 | RZA              |                                             |
| 10 | "Shell Shock"           | 5:12 | Hak Da Navigator | - Leatha Face - Raekwon - Hell Razah        |
| 11 | "Lay Down"              | 3:46 | John the Baptist |                                             |
| 12 | "Hungry"                | 4:56 | Omonte "O" Ward  |                                             |
| 13 | "Turbo Charge"          | 3:01 | RZA              |                                             |
| 14 | "Knockin' At Your Door" | 3:29 | John the Baptist | - Leatha Face                               |
| 15 | "Night the City Cried"  | 5:28 | Homocide         |                                             |